# Maria Vacratsis
Maria Vacratsis (nacida el 28 de julio de 1955) es una actriz canadiense. Ha aparecido en varias series de televisión canadienses, incluidas Degrassi: The Next Generation, La mezquita de la pradera, Tactical Girls y Rent-a-Goalie. Además de su trabajo en televisión, ha aparecido con Chris Farley y David Spade en la película Tommy Boy de 1995 y como la tía Frieda en My Big Fat Greek Wedding (2002) y su secuela Mi gran boda griega 2 (2016). También prestó su voz a Queen Metaria (también conocida como Negaforce) en el doblaje original en inglés de Sailor Moon.

## Filmografía

### Cine
| Año  | Título                               | Papel                           |
| ---- | ------------------------------------ | ------------------------------- |
| 1989 | Destiny to Order                     | Lisa                            |
| 1995 | Tommy Boy                            | Helen                           |
| 1995 | The Michelle Apartments              | Gerente del hotel               |
| 1997 | <i id="mwQA">Hayseed</i>             | Tía Prudence                    |
| 1999 | Judgment Day: The Ellie Nesler Story | Defensora publica del conductor |
| 2002 | My Big Fat Greek Wedding             | Tía Freida                      |
| 2007 | Shoot 'Em Up                         | Dueña de casa de empeño         |
| 2009 | Saturday                             | Maria                           |
| 2014 | <i id="mwYQ">Guidance</i>            | Sra. Kim                        |
| 2015 | <i id="mwaA">88</i>                  | Sally                           |
| 2015 | A Date with Miss Fortune             | Señora Maria                    |
| 2015 | The Rainbow Kid                      | Meredith                        |
| 2016 | Mi gran boda griega 2                | Tía Freida                      |
| 2018 | Mamma Mia! Here We Go Again          | Sofia                           |
| 2019 | Heavy                                | Abuela                          |
| 2019 | Canadian Strain                      | Barbara Banting                 |
| 2023 | Mi gran boda griega 3                | Tía Freida                      |

| Año        | Título                                 | Papel                           | Notas                                  |
| ---------- | -------------------------------------- | ------------------------------- | -------------------------------------- |
| 1984       | Hangin' In                             | Sra. Kaplan                     | Episodio: "Oy Vey, Mike's Going Away"  |
| 1985       | Night Heat                             | Union Goon                      | Episodio: "Poison"                     |
| 1985       | Turning to Stone                       | Presa                           | Película de televisión                 |
| 1985       | The Boys from Syracuse                 | Corporal                        | Película de televisión                 |
| 1986       | Four on the Floor                      | Varios papeles                  | 10 episodios                           |
| 1987       | <i id="mwww">Street Legal</i>          | Jueza Feldman                   | Episodio: "Desperate Alibi"            |
| 1988       | Katts and Dog                          | Woman                           | Episodio: "Hostages"                   |
| 1991       | E.N.G.                                 | Patty                           | Episodio: "Tyger, Tyger"               |
| 1993       | Candles, Snow and Mistletoe            | Esposa                          | Película de televisión                 |
| 1994       | Dan Redican Comedy Hour                | Varios papeles                  | Película de televisión                 |
| 1994       | The Mighty Jungle                      | Jerry                           | 2 episodios                            |
| 1994       | Sodbusters                             | Beth Poulet                     | Película de televisión                 |
| 1994–1995  | Tiempos inolvidables                   | Srta. Kozmuchka                 | 3 episodios                            |
| 1995       | <i id="mw9g">The Great Defender</i>    | Dimitria                        | Episodio: "Pilot"                      |
| 1995       | The Shamrock Conspiracy                | Sra. Lombardo                   | Película de televisión                 |
| 1995       | <i id="mwAQE">Choices of the Heart</i> | Emma Goldman                    | Película de televisión                 |
| 1995       | <i id="mwAQc">Side Effects</i>         | Magda Pantazzi                  | Episodio: "Rust Proof"                 |
| 1995–2000  | <i id="mwAQ4">Sailor Moon</i>          | Varios papeles                  | 16 episodios                           |
| 1996       | Radiant City                           | Sylvia                          | Película de televisión                 |
| 1997       | Rumbo al Sur                           | Charmain                        | Episodio: "Eclipse"                    |
| 1997       | Wind at My Back                        | Sra. Foster                     | Episodio: "Never Sleep Three in a Bed" |
| 1997       | Major Crime                            | Mary Ann McInnis                | Película de televisión                 |
| 1997-1998  | Goosebumps                             | Janet / Big Edna                | 3 episodios                            |
| 1998       | Giving Up the Ghost                    | Maria                           | Película de televisión                 |
| 1998-1999  | Mythic Warriors                        | Atropos / Hecate                | 2 episodios                            |
| 1998; 2001 | <i id="mwAUE">Made in Canada</i>       | J.W. Anderson                   | 2 episodios                            |
| 1999       | Sealed with a Kiss                     | Sra. Papaportiliou              | Película de televisión                 |
| 2000       | The Zack Files                         | Queen of Hearts                 | Episodio: "Library of No Return"       |
| 2001       | Leap Years                             | Tía Blanca                      | Episodio #1.18                         |
| 2002       | Guilt by Association                   | Old Lucy                        | Película de televisión                 |
| 2002       | Odyssey 5                              | Elaine Wilkerson                | Episodio: "Pilot"                      |
| 2002       | Street Time                            | Receptionista                   | 2 episodios                            |
| 2002–2003  | Degrassi: The Next Generation          | Sheila                          | 7 episodios                            |
| 2002, 2004 | Puppets Who Kill                       | Varios papeles                  | 2 episodios                            |
| 2003       | Profoundly Normal                      | Hemlock Nurse                   | Película de televisión                 |
| 2004       | Doc                                    | Casera de Riker                 | Episodio: "Modelrageous"               |
| 2004       | Sue Thomas: F.B.Eye                    | Tía Hattie Roland               | Episodio: "Concrete Evidence"          |
| 2005       | Slings &amp; Arrows                    | Bruja #1                        | 3 episodios                            |
| 2005       | Odd Job Jack                           | Varios papeles                  | Episodio: "A Christmas Coma"           |
| 2005       | <i id="mwAZs">Sons of Butcher</i>      | Varios papeles                  | 5 episodios                            |
| 2006–2008  | Rent-a-Goalie                          | Firstman                        | 12 episodios                           |
| 2007       | La mezquita de la pradera              | Mother Hamoudi                  | Episodio: "Mother-in-Law"              |
| 2008       | Testees                                | Hot Dog Lady                    | Episodio: "Herfume"                    |
| 2010       | La reina de las sombras                | Srta. Sizemore                  | Episodio: "Dead Lucky"                 |
| 2010       | Being Erica                            | Joan                            | Episodio: "Jenny from the Block"       |
| 2011       | Skins                                  | Brown Paw                       | Episodio: "Abbud"                      |
| 2011       | Salem Falls                            | Delilah                         | Película de televisión                 |
| 2014       | A Day Late and a Dollar Short          | Esther                          | Película de televisión                 |
| 2014       | Rick Mercer Report                     | Señora mayor                    | Episodio #12.3                         |
| 2014       | Murdoch Mysteries                      | Miss Glenys Moore               | Episodio: "The Keystone Constables"    |
| 2014       | <i id="mwAd8">Guidestones</i>          | Olga Tarski                     | Episodio: "A Small Tragedy"            |
| 2015       | Rookie Blue                            | Warden Justine Ordower          | Episodio: "Uprising"                   |
| 2015       | Jesse Stone: Lost in Paradise          | Empleada de refugio de animales | Película de televisión                 |
| 2016       | Frankie y los Zhu Zhu Pets             | Secretaria                      | Episodio: "Walter-Gate/Janitor Day"    |
| 2016       | <i id="mwAfk">The Beaverton</i>        | Regina Thompson                 | Episodio #1.2                          |
| 2016–2018  | Tactical Girls                         | The Boss                        | 4 episodios                            |
| 2017       | Running with Violet                    | Daddy                           | 5 episodios                            |
| 2017       | Schitt's Creek                         | Prima de Darlene                | Episodio: "Friends & Family"           |
| 2017       | <i id="mwAhM">Save Me</i>              | Luana                           | Episodio: "Neck Trauma"                |
| 2017–2019  | Hotel Transylvania                     | Voces adicionales               | 14 episodios                           |
| 2019       | Odd Squad                              | Nana Banana                     | Episodio: "Odds and Ends"              |
| 2019       | Boombats                               | Sra. Scrota                     | 2 episodios                            |
| 2019       | Diggstown                              | Olympia Laertes                 | Episodio: "Renee Joy"                  |
| 2020       | Dino Dana                              | Abuela                          | 17 episodios                           |
| 2021       | <i id="mwAjo">Big Blue</i>             | Krelly                          | 2 episodios                            |
| 2021–2022  | Something Undone                       | Tía Hannah                      | 3 episodios                            |
| 2022       | The Kids in the Hall                   | Winnie                          | 1 Episodio                             |